# Tornei di tennis femminili nel 1913
Prima della nascita del WTA Tour, ossia l'apertura alle tenniste professioniste dei tornei che prima di quell'anno erano riservati alle tenniste dilettanti, tutti gli eventi più importanti erano amatoriali, tra questi c'erano i tornei del Grande Slam: gli Australasian Championships, il Campionato francese di tennis, il Torneo di Wimbledon e gli U.S. National Championships.

## Gennaio
Nessun evento

## Febbraio
Nessun evento

## Marzo
| Settimana | Torneo                                                                           | Vincitore                                                  | Finalista                      | Semifinalisti | Eliminati ai quarti |
| --------- | -------------------------------------------------------------------------------- | ---------------------------------------------------------- | ------------------------------ | ------------- | ------------------- |
| 17 marzo  | South of France Championships 1913 Nizza, Francia Terra rossa Singolare - Doppio | Dagmar von Krohn 6-3 6-1                                   | Blanche Colston                |               |                     |
| 17 marzo  | South of France Championships 1913 Nizza, Francia Terra rossa Singolare - Doppio |                                                            |                                |               |                     |
| 17 marzo  | South of France Championships 1913 Nizza, Francia Terra rossa Singolare - Doppio | Doppio misto: Elizabeth Ryan Ludwig von Salm 7-5 6-3       | Marie Décugis Max Décugis      |               |                     |
| 24 marzo  | Metropole Club Championships 1913 Cannes, Francia Singolare - Doppio             | Elizabeth Ryan 5-7 6-1 10-8                                | Mrs Perrett                    |               |                     |
| 24 marzo  | Metropole Club Championships 1913 Cannes, Francia Singolare - Doppio             |                                                            |                                |               |                     |
| 24 marzo  | Metropole Club Championships 1913 Cannes, Francia Singolare - Doppio             | Doppio misto: Clara von Schulenburg Friedrich Rahe 6-2 7-5 | Elizabeth Ryan Ludwig von Salm |               |                     |

## Aprile
| Settimana | Torneo                                           | Vincitore                            | Finalista           | Semifinalisti | Eliminati ai quarti |
| --------- | ------------------------------------------------ | ------------------------------------ | ------------------- | ------------- | ------------------- |
| 3 aprile  | US Indoors 1913 New York, USA Singolare - Doppio | Marie Wagner 6-1 6-1                 | Alice Day Beard     |               |                     |
| 3 aprile  | US Indoors 1913 New York, USA Singolare - Doppio | Clara Kuttroff Marie Wagner 10-8 6-2 | Alice Fish May Fish |               |                     |

## Maggio
| Settimana | Torneo                                                                             | Vincitore                                       | Finalista                   | Semifinalisti | Eliminati ai quarti |
| --------- | ---------------------------------------------------------------------------------- | ----------------------------------------------- | --------------------------- | ------------- | ------------------- |
| maggio    | Picardy Championships 1913 Compiègne, Francia Terra rossa Singolare - Doppio       | Suzanne Lenglen                                 | L Marcot                    |               |                     |
| maggio    | Picardy Championships 1913 Compiègne, Francia Terra rossa Singolare - Doppio       |                                                 |                             |               |                     |
| maggio    | Picardy Championships 1913 Compiègne, Francia Terra rossa Singolare - Doppio       | Doppio misto: Suzanne Lenglen P. Prisse 6-4 7-5 | Mme Vanni A. Bacquard       |               |                     |
| maggio    | Campionato francese di tennis 1913 Parigi, Francia Terra rossa Singolare - Doppio  | Marguerite Broquedis 6–3, 6–3                   | Jeanne Matthey              |               |                     |
| maggio    | Campionato francese di tennis 1913 Parigi, Francia Terra rossa Singolare - Doppio  | Suzanne Amblard Blanche Amblard 4-6, 6-2, 6-2   | Aranyi Marguerite Broquedis |               |                     |
| 26 maggio | Pennsylvania & Eastern States Championships 1913 Haverford, USA Singolare - Doppio | Mary Browne 6-2 6-4                             | Edna Wildey                 |               |                     |
| 26 maggio | Pennsylvania & Eastern States Championships 1913 Haverford, USA Singolare - Doppio | Dorothy Green Edna Wildey 6-3 8-6               | Mary Browne Robert Williams |               |                     |
| 26 maggio | Pennsylvania & Eastern States Championships 1913 Haverford, USA Singolare - Doppio | Doppio misto: Dorothy Green Rogers 6-1 6-4      | Miss Carey Edith Johnson    |               |                     |

## Giugno
| Settimana | Torneo                                                                                  | Vincitore                                                     | Finalista                                  | Semifinalisti | Eliminati ai quarti |
| --------- | --------------------------------------------------------------------------------------- | ------------------------------------------------------------- | ------------------------------------------ | ------------- | ------------------- |
| 14 giugno | U.S. National Championships 1913 Filadelfia, USA Erba Singolare - Doppio                | Mary Browne 6-2, 7-5                                          | Dorothy Green                              |               |                     |
| 14 giugno | U.S. National Championships 1913 Filadelfia, USA Erba Singolare - Doppio                | Mary Browne Louise Riddell Williams 12-10, 2-6, 6-3           | Dorothy Green Edna Wildey                  |               |                     |
| 14 giugno | Kent Championships 1913 Beckenham, Gran Bretagna Singolare - Doppio                     | Dorothea Douglass 6-4 6-2                                     | Phyllis Satterthwaite                      |               |                     |
| 14 giugno | Kent Championships 1913 Beckenham, Gran Bretagna Singolare - Doppio                     | Dora Boothby Winifred McNair 7-5 2-6 6-4                      | Dorothea Lambert Chambers Charlotte Sterry |               |                     |
| 14 giugno | Kent Championships 1913 Beckenham, Gran Bretagna Singolare - Doppio                     | Doppio misto: Dora Boothby Arthur Prebble 6-4 4-6 6-1         | V. Spofforth Charles P. Dixon              |               |                     |
| 15 giugno | World Hard Court Championships 1913 Saint-Cloud, Francia Terra rossa Singolare - Doppio | Mieken Rieck 6-4, 3-6, 6-4                                    | Marguerite Broquedis                       |               |                     |
| 15 giugno | World Hard Court Championships 1913 Saint-Cloud, Francia Terra rossa Singolare - Doppio |                                                               |                                            |               |                     |
| 15 giugno | World Hard Court Championships 1913 Saint-Cloud, Francia Terra rossa Singolare - Doppio | Doppio misto: Elizabeth Ryan Max Décugis walkover             | Germaine Golding Anthony Wilding           |               |                     |
| 21 giugno | Pacific Coast Championships 1913 Monterey, USA Singolare - Doppio                       | Sarita Van Vilet 6-1 6-2                                      | Mrs U. Nicolas                             |               |                     |
| 21 giugno | Pacific Coast Championships 1913 Monterey, USA Singolare - Doppio                       | Anita Meyers Sarita Van Vilet 6-1 6-2                         | Bessie Cully L. Herron                     |               |                     |
| 22 giugno | Torneo di Lilla 1913 Lilla, Francia Terra rossa Singolare - Doppio                      | Suzanne Lenglen 6-1 6-1                                       | Beatrice Butler                            |               |                     |
| 22 giugno | Torneo di Lilla 1913 Lilla, Francia Terra rossa Singolare - Doppio                      |                                                               |                                            |               |                     |
| 22 giugno | Torneo di Lilla 1913 Lilla, Francia Terra rossa Singolare - Doppio                      | Doppio misto: E. Le Blan William du Vivier 7-5 6-1            | Mme Fockeday F. Poulin                     |               |                     |
| 23 giugno | Middle States Championships 1913 Montrose, USA Singolare - Doppio                       | Edith Rotch 7-5 6-1                                           | Alice Day Beard                            |               |                     |
| 23 giugno | Middle States Championships 1913 Montrose, USA Singolare - Doppio                       |                                                               |                                            |               |                     |
| 23 giugno | Middle States Championships 1913 Montrose, USA Singolare - Doppio                       | Doppio misto: Mrs. J. Gordon Douglas Gustave Touchard 6-2 6-4 | Margaret Seymour E.A. Clark                |               |                     |
| 30 giugno | South Atlantic States Championships 1913 Augusta, USA Singolare - Doppio                | Roberta Johnston 7-9 6-2 6-3                                  | Irene Adger                                |               |                     |
| 30 giugno | South Atlantic States Championships 1913 Augusta, USA Singolare - Doppio                |                                                               |                                            |               |                     |
| 30 giugno | South Atlantic States Championships 1913 Augusta, USA Singolare - Doppio                | Doppio misto: Adger J.O. Erwin 6-2 6-1                        | Harper Gary                                |               |                     |

## Luglio
| Settimana | Torneo                                                                    | Vincitore                                          | Finalista                          | Semifinalisti | Eliminati ai quarti |
| --------- | ------------------------------------------------------------------------- | -------------------------------------------------- | ---------------------------------- | ------------- | ------------------- |
| 4 luglio  | Torneo di Wimbledon 1913 Londra, Gran Bretagna Erba Singolare - Doppio    | Dorothea Douglass 6–0, 6–4                         | Winifred McNair                    |               |                     |
| 4 luglio  | Torneo di Wimbledon 1913 Londra, Gran Bretagna Erba Singolare - Doppio    | Dora Boothby Winifred McNair 4–6, 2–4 ritiro       | Charlotte Cooper Dorothea Douglass |               |                     |
| 5 luglio  | Tri-State Championships 1913 Cincinnati, USA Singolare - Doppio           | Ruth Sanders 6-2 6-3                               | Majorie Dodd                       |               |                     |
| 5 luglio  | Tri-State Championships 1913 Cincinnati, USA Singolare - Doppio           | R. Fairbairn Marty Helen McLaughlin 6-4, 6-4       | Marjorie Dodd Elizabeth Cleneay    |               |                     |
| 26 luglio | Western Championships 1913 Lake Forest, USA Singolare - Doppio            | Gwendolyn Rees 6-2 6-4                             | Carrie Neely                       |               |                     |
| 26 luglio | Western Championships 1913 Lake Forest, USA Singolare - Doppio            | Carrie Neely Gwendolyn Rees 4-6 6-2 6-2            | Edith Hoyt Miriam Steever          |               |                     |
| 28 luglio | Southern California Championships 1913 Long Beach, USA Singolare - Doppio | Ethel Sutton Bruce 6-3 6-2                         | Alice Scott                        |               |                     |
| 28 luglio | Southern California Championships 1913 Long Beach, USA Singolare - Doppio |                                                    |                                    |               |                     |
| 28 luglio | Southern California Championships 1913 Long Beach, USA Singolare - Doppio | Doppio misto: Florence Sutton Clifton Herd 6-3 6-2 | Alice Scott M. Sinsabaugh          |               |                     |

## Agosto
| Settimana | Torneo                                                                                                  | Vincitore                                                 | Finalista                                | Semifinalisti | Eliminati ai quarti |
| --------- | --- | --------------------------------------------------------- | ---------------------------------------- | ------------- | ------------------- |
| 4 agosto  | Pacific Northwest Championships 1913 Tacoma, USA Singolare - Doppio                                     | Sarah Livingstone 6-1 6-3                                 | Miss Connor                              |               |                     |
| 4 agosto  | Pacific Northwest Championships 1913 Tacoma, USA Singolare - Doppio                                     | Sarah Livingstone Waterhouse 6-3 6-1                      | Lee R.T. Stafford                        |               |                     |
| 11 agosto | Swiss International Championships 1913 (Engadine Championships) St. Moritz, Svizzera Singolare - Doppio | Elizabeth Crundall-Punnett 6-2 5-7 6-2                    | Domini Crosfield                         |               |                     |
| 11 agosto | Swiss International Championships 1913 (Engadine Championships) St. Moritz, Svizzera Singolare - Doppio |                                                           |                                          |               |                     |
| 23 agosto | North of England Championships 1913 Scarborough, Gran Bretagna Singolare - Doppio                       | Elizabeth Ryan 6-3 6-3                                    | Ethel Larcombe                           |               |                     |
| 23 agosto | North of England Championships 1913 Scarborough, Gran Bretagna Singolare - Doppio                       | E.F. Rose Elizabeth Ryan 6-3 6-3                          | Ethel Larcombe Winifred Longhurst        |               |                     |
| 23 agosto | North of England Championships 1913 Scarborough, Gran Bretagna Singolare - Doppio                       | Doppio misto: Ethel Larcombe James Parke 3-6 6-0 6-4      | Elizabeth Ryan Arthur Lowe               |               |                     |
| 25 agosto | Niagara International 1913 Niagara-on-the-Lake, Canada Singolare - Doppio                               | Louise Riddell Williams 8-6 3-6 6-4                       | Mary Browne                              |               |                     |
| 25 agosto | Niagara International 1913 Niagara-on-the-Lake, Canada Singolare - Doppio                               |                                                           |                                          |               |                     |
| 25 agosto | Niagara International 1913 Niagara-on-the-Lake, Canada Singolare - Doppio                               | Doppio misto: Mary Browne Bill Johnson 6-8 6-4 6-2        | Louise Riddell Williams Clarence Griffin |               |                     |
| 29 agosto | Torneo di Wimeraux 1913 Wimeraux, Francia Terra rossa Singolare - Doppio                                | Suzanne Lenglen 4-6 9-7 3-2 ritiro                        | Blanche Colston                          |               |                     |
| 29 agosto | Torneo di Wimeraux 1913 Wimeraux, Francia Terra rossa Singolare - Doppio                                |                                                           |                                          |               |                     |
| 29 agosto | Torneo di Wimeraux 1913 Wimeraux, Francia Terra rossa Singolare - Doppio                                | Doppio misto: Blanche Colston Georges Gault 1-6 6-1 12-10 | Suzanne Lenglen H. Diffre                |               |                     |

## Settembre
| Settimana    | Torneo                                                                       | Vincitore                                                 | Finalista                    | Semifinalisti | Eliminati ai quarti |
| ------------ | ---------------------------------------------------------------------------- | --------------------------------------------------------- | ---------------------------- | ------------- | ------------------- |
| 6 settembre  | California State Championships 1913 Sacramento, USA Singolare - Doppio       | Anita Myers 3-6 6-2 6-3                                   | Miss UJ Nicholas             |               |                     |
| 6 settembre  | California State Championships 1913 Sacramento, USA Singolare - Doppio       |                                                           |                              |               |                     |
| 13 settembre | Torneo di Le Touquet 1913 Le Touquet, Francia Terra rossa Singolare - Doppio | Suzanne Lenglen 6-0 2-6 6-1                               | Blanche Colston              |               |                     |
| 13 settembre | Torneo di Le Touquet 1913 Le Touquet, Francia Terra rossa Singolare - Doppio |                                                           |                              |               |                     |
| 13 settembre | Torneo di Le Touquet 1913 Le Touquet, Francia Terra rossa Singolare - Doppio | Doppio misto: Blanche Colston Anthony Wilding 6-0 2-6 6-1 | Suzanne Lenglen Edward Allen |               |                     |
| 22 settembre | Longwood Bowl 1913 Boston, USA Erbsa Singolare - Doppio                      | Hazel Hotchkiss 6-0 6-2                                   | Mary Browne                  |               |                     |
| 22 settembre | Longwood Bowl 1913 Boston, USA Erbsa Singolare - Doppio                      | Marion Fenno Hazel Hotchkiss 6-2 6-2                      | Alice Clark C. Harvey        |               |                     |

## Ottobre
Nessun evento

## Novembre
Nessun evento

## Dicembre
| Settimana   | Torneo                                                                    | Vincitore                                            | Finalista                     | Semifinalisti | Eliminati ai quarti |
| ----------- | ------------------------------------------------------------------------- | ---------------------------------------------------- | ----------------------------- | ------------- | ------------------- |
| 30 dicembre | New Zealand Championships 1913 Auckland, Nuova Zelanda Singolare - Doppio | Annie Gray 6-2 8-6                                   | E. Baird                      |               |                     |
| 30 dicembre | New Zealand Championships 1913 Auckland, Nuova Zelanda Singolare - Doppio | E. Baird Annie Gray 6-3 6-2                          | Miss Barstow Mrs Scott-Watson |               |                     |
| 30 dicembre | New Zealand Championships 1913 Auckland, Nuova Zelanda Singolare - Doppio | Doppio misto: Miss Steele Geoff Ollivier 6-4 5-7 6-4 | Annie Gray R. Swanston        |               |                     |

## Senza data
| Settimana | Torneo                                                                 | Vincitore      | Finalista                 | Semifinalisti | Eliminati ai quarti |
| --------- | ---------------------------------------------------------------------- | -------------- | ------------------------- | ------------- | ------------------- |
|           | Torneo di Winchester 1913 Winchester, Gran Bretagna Singolare - Doppio | Elizabeth Ryan | non conosciuta (bandiera) |               |                     |
|           | Torneo di Winchester 1913 Winchester, Gran Bretagna Singolare - Doppio |                |                           |               |                     |